# La Chapelle (igreja)
La Chapelle é uma igreja evangélica batista multissítio com base em Montreal, Quebec, no Canadá. Ela é afiliada à Convenção Batista Nacional Canadense. Seu líder é o pastor David Pothier. 

## História
A igreja foi fundada em 2013 pelo pastor David Pothier. Em 2014, tinha 750 pessoas. Em 2018, a igreja teve 5 serviços e 1.500 pessoas. Em 2020, abriu 4 campus em diferentes cidades de Quebec.

## Crenças
A Igreja é membro da Convenção Batista Nacional do Canadá.

## Programas sociais
A igreja fundou a organização "J'aime ma ville", que oferece, entre outras coisas, um banco de alimentos, um programa de patrocínio para recém-chegados e semanas de engajamento comunitário.